# Clistax brasiliensis
Clistax brasiliensis är en akantusväxtart som beskrevs av Carl Friedrich Philipp von Martius. Clistax brasiliensis ingår i släktet Clistax och familjen akantusväxter. Inga underarter finns listade i Catalogue of Life.